# オムダーマンの戦い
オムドゥルマンの戦い (英語: Battle of Omdurman) （1898年9月2日）は、ホレイショ・ハーバート・キッチナーが率いるイギリス・エジプト軍が、アブダッラーヒ・イブン＝ムハンマドのマフディー軍を撃破した戦闘である。オムドゥルマンは現在のスーダンの首都ハルツームとナイル川を挟んで西側に位置する村で、1884年にマフディー運動の指導者だったムハンマド・アフマドが拠点を置き、その後マフディー国家の首都となっていた。

## 開戦前
この戦いではオムドゥルマンの北方11kmに位置するケッレーリが戦場となった。キッチナーは8000名のイギリス軍正規兵と17000名のスーダン人からなるエジプト軍とを率いていたが、彼は河川砲艦の支援を受けられるナイル川沿いのエゲイガ村を囲むように部隊を配置した。またこの場所は両側に丘が控える広く平坦な地形をしていた。一方のマフディー軍は3000名程度の騎兵を含む約50000名を擁し、5つの集団に分かれて英・埃軍と対峙した。

## 戦闘
戦闘は早朝の午前6時頃に始まった。陣地に向かってくるマフディー軍の第一波に対して、英・埃軍の砲兵は距離2750メートルから砲撃を開始し、これによってマフディー軍はライフルや機関銃（マキシム機関銃が導入されていた）の射程に入る前にその数を急速に減らすこととなった。同様の事態は英・埃軍陣地前面の各所で展開され、マフディー軍は敵の陣地に取り付くことが出来なかった。
キッチナーはマフディー軍の攻勢が頓挫したのを見て、敵軍がオムドゥルマンに退き再編する前に占領しようとして追撃命令を出した。これを受けて騎兵が前進したが、そのうち第21槍騎兵連隊は少数のマフディー軍兵士が散発的な攻撃を仕掛けてくるのを見てそちらに進路を変更した。しかし部隊が敵に近付くや、少数と思われた敵の背後の窪地に2500名以上のマフディー軍部隊（騎兵連隊は400名程度の人数）が隠れているのを発見した。多数の敵の出現に驚きつつも連隊はこの敵軍に向けて攻撃を敢行、やがてこれを撃退することに成功した。またこの時、連隊には後にイギリスの首相となるウィンストン・チャーチルも記者として従軍していた。
英・埃軍が追撃態勢に入っていた間にマフディー軍の主力は部隊の再編に成功し、再度北と西から英・埃軍に迫った。この攻勢の正面に位置していたのはヘクター・マクドナルドが率いるエジプト軍のスーダン人旅団だったが、機関銃とライフルを装備するこの部隊はまず西からの攻勢を食い止めることに成功した。さらに味方騎兵の機動によって進撃が遅れていた北からのマフディー軍の攻勢に対しても、リンカーンシャー連隊の増援もあってこれを撃退した。

## 結果
この攻勢の失敗によってついにマフディー軍は壊滅し、約10000名が戦死した他13000名が負傷、また5000名が捕虜となった。一方の英・埃軍は47名の戦死者と382名の負傷者（その多くは集中的に攻撃を受けたマクドナルドの旅団から出た）を出したのみだった。